# 問註所氏
問註所氏（もんちゅうしょし／もんぢゅうじょし）は、筑後国生葉郡の国人領主で筑後十五城の一つ。大友氏被官で、その没落後は小早川氏、次いで柳河藩藩主立花氏に仕官。柳河藩士時代に成立した分家に町野氏がいる。

## 成立から安土桃山時代まで
『公卿補任』に「三善清行。淡路守従五位下氏吉の三男。母佐伯氏」とある三善清行の後裔の三善康信が鎌倉幕府の問註所執事となり筑後生葉郡に所領をえる。子の康俊が大友能直の後見として九州に同行する。
その孫の康行が正和2年（1313年）鎌倉から九州に下向し土着、筑後国生葉郡を領し、問註所康行と名乗ったのがはじまりである。
康行の後の氏康から政康の代は室町幕府奉公衆として足利将軍家から偏諱を賜っていたが、政康の子・綱康の代からは筑後豊後守護の大友氏被官として活躍、一時期を除いては代々大友氏当主からの偏諱を賜るようになる。問註所統景の代で大友氏没落により小早川隆景に仕官したという。

## 歴代当主

### 成立まで
三善康信-康俊-康持-康永-問註所康行

### 康行以降（< より右は偏諱を与えた人物）
- 問註所氏康（初め康為）< 足利尊氏
- 問註所詮康 < 足利義詮
- 問註所持基 < 足利義持
- 問註所持広 < 足利義持
- 問註所教親（持広の弟） < 足利義教
- 問註所政康（持広の子） < 足利義政
- 問註所綱康 < 大友親綱
- 問註所隆康 < 大友親隆
- 問註所繁康 < 大友親繁
- 問註所親則 （< 大友政親(?)）
- 問註所親泰（親康） （< 大友材親(?)）
- 問註所親照 （< 大友義親(?)）
- 問註所鑑豊 < 大友義鑑
- 問註所鎮連 < 大友義鎮
- 問註所統景 < 大友義統
- 問註所政連 < 大友義政（義乗の長男）

## 江戸時代
小早川秀秋の転封後に小早川氏家臣である問註所政連が関ヶ原の戦い前に立花宗茂に仕官。その後、宗茂が改易されて加藤清正の食客になるとこれに随行。慶長7年（1602年）に宗茂が肥後国を出ると、そのまま加藤家の家臣となる。元和6年（1620年）に宗茂が柳河藩に再封されると再び宗茂に仕えて柳河藩士となる。
政連以降は
康辰–康豊＝康良（弟）–康敬＝康行（矢島助兵衛次男）–（中略）–康寛–（中略）–康重
と続く。
寛永6年（1629年）の『宗茂公御代諸士高附帳』では、矢島石見守組に「五百石・物頭・問註所三郎兵衛」と「同（百五十石）・部屋住に而・問註所小兵衛」とある。また同史料では問註所三郎兵衛は筑後長岩城主で客分であり、三郎兵衛の母と宗茂とが親戚であったとしている。
『有馬一揆旧記』に矢島主水正組に「拾六人・馬一疋・問注所三右衛門」、万治3年（1660年）の
『忠茂公御代之分限帳』の矢島主水正組に「同（高）350石内・御蔵村・問注所采女之助」、延宝9年（1681年）の『延宝九酉年知行取無足扶持方共』では物頭組に「高350石・問注所三右衛門」、正徳元年（1711年）の『正徳元年侍帳』の物頭に「三百五十石・問注所三右衛門」とある。
その後も柳河藩士として続き、幕末には柳河藩中老で日置流弓術や山鹿流兵法、長沼流砲術師範でもある問註所康重（参太）がいた。